# Take Five
"Take Five" é uma composição de jazz escrita por Paul Desmond e apresentada pelo The Dave Brubeck Quartet no álbum Time Out, de 1959. Gravada no 30th Street Studios em Nova Iorque em 25 de junho, 1 de julho e 18 de agosto do mesmo ano, a obra é uma das gravações mais famosas do grupo, notória por sua melodia distinta, pelo solo de bateria de Joe Morello e pelo uso inusitado do compasso 5/4, de onde se origina o nome da composição. Embora não tivesse sido a primeira composição de jazz a usar essa métrica, foi a primeira nos Estados Unidos a atingir relevância no grande público, chegando à quinta posição na parada da Billboard de compactos e obtendo grande sucesso do rádio naquele país.
"Take Five" foi regravada e apresentada diversas vezes durante a carreira do The Dave Brubeck Quartet. Também recebeu diversas versões, como a da cantora sueca Monica Zetterlund em 1962 e a versão de King Tubby. Até sua morte em 1977, Desmond deixou os direitos a sua obra à Cruz Vermelha Americana, incluindo "Take Five".